# Svensk rymdfart
Svensk rymdfart präglas av internationella samarbeten, främst inom ramen för ESA-samarbetet.
I och med sin geografiska placering och glest befolkade nordliga områden har Sverige stora fördelar vad gäller vissa rymdverksamheter. Detta har utnyttjats vid rymdbasen Esrange, cirka 50 kilometer öster om Kiruna. Dess nordliga läge, men ändå med förhållandevis ljumma klimat, gör det utmärkt för viss forskning och verksamhet.
I Sverige finns ett flertal organisationer, forskningsinstitut och företag verksamma inom rymdbranschen i Sverige. Rymdstyrelsen är dock det organ som har mest att säga till om inom svensk rymdfart, eftersom det är de som fördelar statens rymdforskningspengar.

## Historik
Svensk rymdfart kan sägas ha startat med forskningsraketen kallad "Plutnik" som den 14 augusti 1961 sköts upp från Vidsel. Plutnik vägde 35 kg, var cirka 2 m lång, beräknades komma upp i en topphastighet av 4 000 km/h och beräknades nå en höjd av 80 km. Detta gör att den definitionsmässigt inte nådde rymden (100 km höjd) men den har ändå setts som startskottet för svensk rymdfart.
För den kommersiella delen av svensk rymdindustri började 2000-talet på topp men kraschade ekonomiskt under 2002. Detta sammanföll med den så kallade it-bubblans uppgång och fall kring millennieskiftet. Dåvarande SAAB Ericsson Space sa upp cirka 30 % av sin personal och Volvo Aeros avdelning för raketmotorer var hårt ansatt med risk för total nerläggning ända tills den svenska regeringen gick in med ekonomiska medel till Ariane 5-projektet. Detta var något som drabbade de kommersiella delarna av rymdbranschen i hela världen: till exempel sa Boeing upp cirka 30 % av sina anställda under denna tid. Anledningen till att it-bubblan påverkade rymdbranschen så kraftigt var att antalet nya telekomsatelliter minskade kraftigt. Åren innan kraschen sköts cirka 25 telekomsatelliter upp per år globalt sett men efteråt sjönk detta till endast ett par enstaka. Rymdbranschen som helhet hade mer eller mindre återhämtat sig ekonomiskt från kraschen runt 2006/2007 men dock fortfarande med förminskat antal anställda inom branschen.
För den icke-kommersiella delen av svenska rymdbranschen började 2000-talet bra. Rymdbolaget hade kontrakt med ESA för att bygga satelliten SMART-1. Detta var framförallt en teknisk mission för att testa ny teknik och då speciellt en ny jonmotor. Men målet var även att krascha in i månens yta med hög hastighet för att kunna studera det efterföljande stoftmolnet för att utröna detaljer i månens uppbyggnad. SMART-1 gick mycket bra och i slutet av 2006 kraschade den planenligt på månen. SMART-1 blev därmed Sveriges första månfarkost. Under samma period ljusnade även den svenske astronauten Christer Fuglesangs chanser för att äntligen komma upp i rymden. Dock försenades hans rymdfärd i och med olyckan som drabbade rymdfärjan Columbia under 2003. Rymdfärjan brann upp under sin återfärd till jorden och hela besättningen på 6 personer omkom. Den 10 december (svensk tid) 2006 blev dock Christer Fuglesang Sveriges första person i rymden. Detta skedde då med rymdfärjan Discovery (STS-116) för NASAs Celsiusuppdrag till den Internationella rymdstationen ISS.
I omvärlden satsar flera länder på rymdverksamheten och utvecklar särskilda strategier för att nyttja satsningar. Innovationer inom detta område förs regelmässigt över till andra branscher och verksamhetsområden, där motsvarande egen forskning inte är möjlig men där konkurrensfördelarna med den nya tekniken är betydande.

### Milstolpar
De viktigaste milstolparna inom svensk rymdfart:
- 1950, svensk rymdhistoria börjar då Svenska Sällskapet för Rymdforskning bildas den 16 oktober. [2]
- 1957, Kiruna Geofysiska Observatorium, nuvarande Institutet för rymdfysik (IRF), grundas av Kungliga Vetenskapsakademien.
- 1959, forskningsrådens kommitté för rymdforskning bildas på KTH den 6 maj.[2]
- 1961, "Plutnik", Sveriges första rymdraket, skjuts upp från Vidsel skjutfältet.
- 1964, Esrange byggs av dåvarande European Space Research Organisation (ESRO), numera ESA.
- 1972, Svenska Rymdaktiebolaget (SSC) bildas av riksdagen.
- 1986, Viking, Sveriges första satellit, skjuts upp.
- 2006, SMART-1, Sveriges första månsond, kraschlandar planenligt på månen.
- 2006, Christer Fuglesang blir den förste svensken i rymden.

## Rymdverksamheter i Sverige

### Rymdstyrelsen
Rymdstyrelsen är en svensk förvaltningsmyndighet som ligger under Utbildningsdepartementet. De ansvarar för all statligt finansierad rymdverksamhet i Sverige, nationell som internationell.

### Institutet för rymdfysik (IRF)
Institutet för rymdfysik utför forskning inom rymdfysik, atmosfärfysik och relaterade områden. Framför allt studeras rymdplasmat runt Jorden, runt andra planeter och ute i solvinden. Forskningen utförs med markbaserade instrument (exempelvis EISCAT), satelliter (exempelvis Viking, Freja och Cluster) och rymdsonder (exempelvis Mars Express och Cassini). IRF är förlagt till Kiruna (huvudkontor), Umeå, Uppsala och Lund.

### Chalmers institution för radio- och rymdvetenskap
Chalmers tekniska högskola bedriver ett antal rymdrelaterade arbetsgrupper vilka alla är placerade under institutionen för radio- och rymdvetenskap.
Här ingår bland annat:
- Onsala rymdobservatorium, eller Onsala Space Observatory (OSO), Sveriges center för radioastronomi strax utanför Onsala, cirka fyra mil söder om Göteborg.
- Avancerad mottagarutveckling (Group for Advanced Receiver Development, GARD) forskar och tillverkar specialutrustning för radioobservatorier med mera.
- Radioastronomi och astrofysik utför grundforskning på universum.

### Rymdbolaget (SSC)
Rymdbolaget, Svenska Rymdaktiebolaget eller Swedish Space Corporation, SSC, som bolaget även kallas, är ett bolag bildat av riksdagen 1972. SSC:s huvudkontor och utvecklingskontor är placerat i Solna, Stockholms län, men de har verksamheter runt om i landet, bland annat Esrange.

#### Esrange
Esrange, European Space and Sounding Rocket Range, är Sveriges enda rymdraketbas. Sedan 1972 är det Rymdbolaget som driver anläggningen, som är belägen 40 kilometer öster om Kiruna. Här utförs flera olika verksamheter. Bland annat skjuts sondraketer upp, stratosfäriska ballonger släpps, satellitinformation tas emot, mm. Det finns flera anledningar till att Esranges placering är bra. Dels är stora markområden norr om Esrange är mer eller mindre obebodda och därmed är det möjligt rent säkerhetsmässigt att bedriva raketverksamhet. Dessutom är en fördel att raketlasten faller ner på fast mark, vilket inte är fallet i den konkurrerande rymdbasen Andøya Rocket Range i Norge. Esrange läge är även bra för att studera norrsken och pärlemormoln och för satellitmottagningsverksamheten är läget bra då satelliter i polära banor ofta passerar här.

#### ESA Satellite Station, Salmijärvi
ESA Satellite Station är en satellitmottagningsstation placerad i Salmijärvi, cirka 38 km öst om Kiruna. Stationen drivs huvudsakligen av och för ESA men Rymdbolaget är till viss del aktiva på stationen.

#### Stockholm Teleport

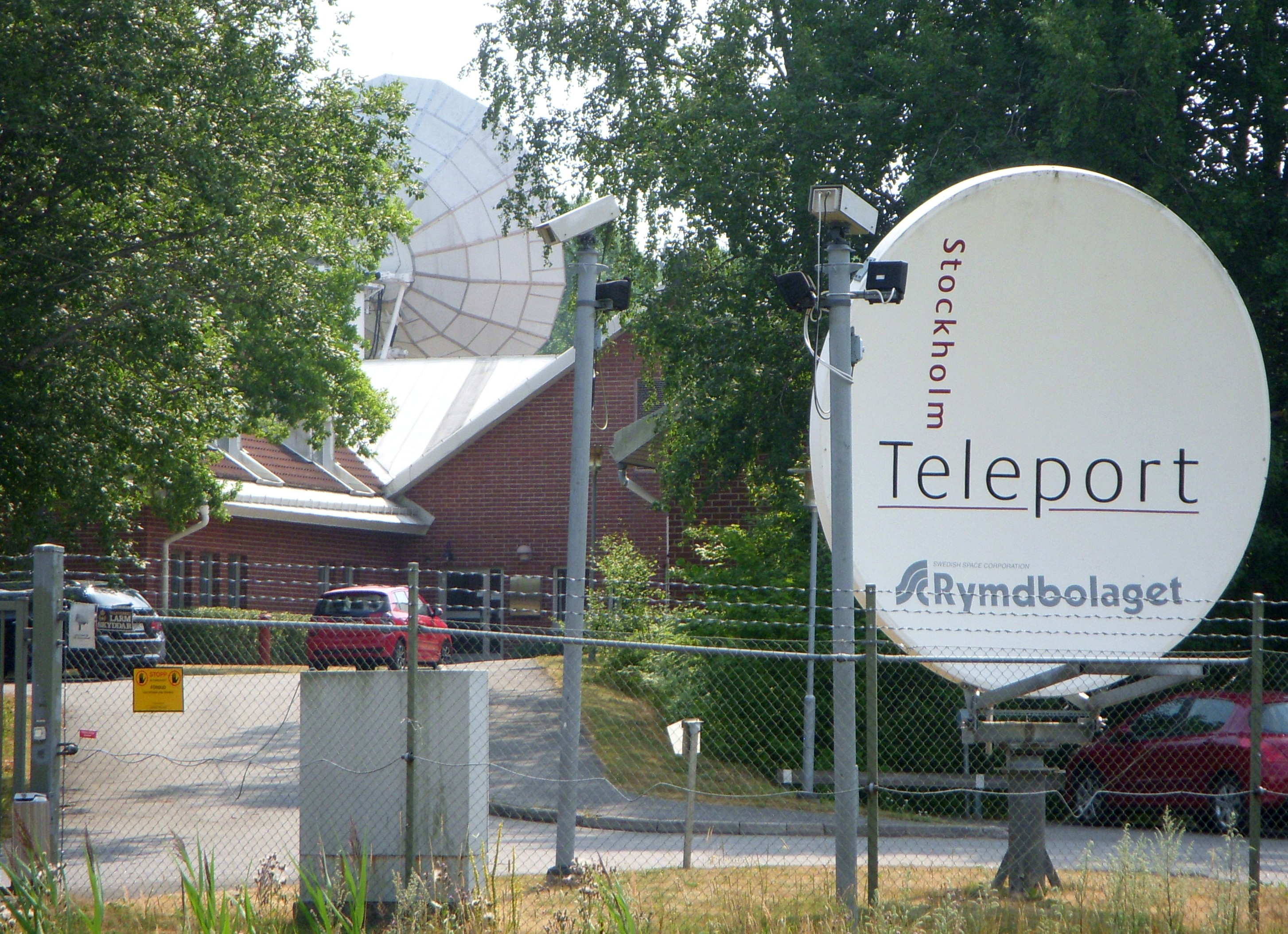
Markstation för Stockholm Teleport och Rymdbolaget vid Ågesta

Stockholm Teleport ligger i Ågesta 1 km söder om Farsta, Stockholm, och tillhandahåller satellitkommunikationstjänster.

#### Vidsel Test Range, RFN
Vidsel Test Range, eller Robotförsöksplats Norrland (RFN) som det även kallas, ligger cirka 22 km från Vidsel i Norrland. Området och anläggningen tillhandahåller möjligheter för testflygningar av framförallt missiler och obemannade flygplan. I specialfall kan Esrange användas som uppskjutningsplats med Vidsel som landningsområde.

### EISCAT
EISCAT är ett internationellt samarbete för radioforskning på norrsken. Samarbetet består av fyra mottagningsstationer placerade i anslutning till Kiruna, Tromsø (Norge), Svalbard (Norge) och Sodankylä (Finland). Om man kommer med bil söderifrån till Kiruna så syns anläggningen tydligt strax innan staden börjar, detta då mottagarstationen i Kiruna består av en parabolantenn med en diameter på 32 m.

### RUAG Aerospace Sweden
RUAG Aerospace Sweden AB (före detta Saab Space AB och Saab Ericsson Space AB) är ett teknikföretag inriktat på rymdapplikationer. Huvudkontoret ligger i Göteborg och verksamhet finns även i Linköping. RUAG ägs av schweiziska staten och inom koncernen finns utveckling och tillverkning av produkter för rymdtillämpning även i Schweiz och Österrike. Det finns också ett mindre kontor i USA. RUAG Aerospace Sweden gör framförallt elektronik av olika slag till satelliter samt styrdatorer separationssystem för raketer.

### Volvo Aero
Volvo Aero ligger i Trollhättan och utvecklar och tillverkar munstycken och drivturbiner till Ariane 5-raketen och är "center of excellence" i Europa. Serietillverkning av en bärraket ställer extrema krav på konstruktions- och tillverkningsmetoder. Det handlar exempelvis om låg vikt, hög hållfasthet och tålighet för ytterst besvärliga förhållanden. 
Det finns många goda exempel på teknologier som härrör från Volvo Aeros rymdverksamheten som hittat applikationer på andra håll i främst den civila flygverksamheten, exempelvis process- och produktrelaterade teknologier. Rymd står för ett teknikinnehåll på hög systemnivå och bidrar med teknologi- och utvecklingsprojekt som nyttiggörs inom flygverksamheten på ett sätt som skapar tillväxt.

## Framstående personer inom svensk rymdfart
- Christer Fuglesang blev den 9 december 2006 den förste svensken i rymden.
- Sven Grahn, teknisk direktör för Rymdbolaget mellan 2001 och 2006.
- Bengt Hultqvist, föreståndare för Institutet för rymdfysik 1957-1994.

## Svenska rymdprojekt och missioner
Dessa projekt är eller har varit mer eller mindre helsvenska. Att göra ett avancerat rymdprojekt utan någon yttre, internationell, inblandning är dock inte möjligt för Sverige.

### Framtida och pågående
- LAPLander, 2008-2010
- Prisma, 2008
- SMART-OLEV
- SMALL GEO
- Odin
- PROBA 3

### Historiska
- SMART-1, 27 september 2003
- Odin, 20 februari 2001
- Munin, 21 november 2000
- Astrid-2, 10 december 1998
- Astrid 1, 24 januari 1995
- Freja, 6 oktober 1992
- Tele-X, 2 april, 1989
- Viking, 22 februari, 1986

## Utbildning
- Rymdingenjörsprogrammet, magister/högskoleingenjör, Umeå universitet, Kiruna. (Nerlagd utbildning)
- Rymdteknik, civilingenjör, Luleå tekniska universitet, Luleå/Kiruna.
- RymdTeknikprogrammet och RymdVetenskapsprogrammet på Rymdgymnasiet, Kiruna.
- Fristående kurser, Chalmers, Göteborg.
- Master of Science in Aerospace Engineering, civilingenjör (Master), Kungliga Tekniska Högskolan, Stockholm.

## Rymdrelaterade föreningar i Sverige

### Raketföreningar
För raketföreningar i Sverige se Raket, Svenska föreningar.

### Astronomiska föreningar
Det finns flera astronomiföreningar i Sverige och de flesta är medlemmar i någon av de två riksorganisationerna.
- Svensk AmatörAstronomisk Förening (SAAF)
- Svenska Astronomiska Sällskapet (SAS)

### Fotnoter
1. ↑  Dagens Nyheter, 10 augusti, 1961
2. 1 2  Börje Lundberg, Svenska rymdäventyr - många fler än du tror, 2014.

### Övrigt
- Rymdfart.se
- Rymdforum.nu
- RymdenIdag.se
- Sven Grahns webbplats
- Rymdcentrum.se